# Арзамасское викариатство
Арзамасское викариатство — викариатство Горьковской (Нижегородской) епархии, существовавшее в 1920—1937 годах.

## История
Учреждено в 1920 году. В отличие от большинства викариатств 1920—1930-х годов не было титулярным.
Как и другие викариатства того времени, Арзамасское имело большое значение в противостоянии усиливавшемся гонениям на Церковь и обновленчеству.
Последовательность епископов почти не прерывалась вплоть до 1938 года. После этого не замещалась.

## Епископы
- февраль 1920 — 1928 — Михаил (Кудрявцев)
- 14 июля 1928 — 16 октября 1932 — Дометиан (Горохов)
- 28 октября — 4 ноября 1932 — Софроний (Старков)
- март 1933 — 5 декабря 1934 — Серапион (Шевалеевский)
- 5 декабря 1934 — 12 марта 1935 — Венедикт (Алентов)
- 22 мая — ноябрь 1935 — Стефан (Андриашенко)
- 25 ноября 1935 — 17 февраля 1938 — Митрофан (Гринёв)